# Theatre of Eternal Music
A Theatre of Eternal Music (később The Dream Syndicate néven is ismert lett) egy amerikai experimental music együttes volt 1963-tól 2003-ig. A zenekar a drone, minimalista zene, avantgárd zenei stílusokban játszott. Koncerteztek Amerika keleti partján és Nyugat-Európában is. Az együttes jellemzője volt még a hosszú című dalok is (például The Tortoise Recalling the Drone of the Holy Numbers as they were Revealed in the Dreams of the Whirlwind and the Obsidian Gong, Illuminated by the Sawmill, the Green Sawtooth Ocelot and the High-Tension Line Stepdown Transformer".) Dalaik szintén hosszú időtartamokkal rendelkeztek.

## Tagok
- La Monte Young
- John Cale
- Angus MacLise
- Terry Jennings
- Marian Zazeela
- Tony Conrad
- Billy Name
- John Hassell
- Alex Dea
- Terry Riley
- Sterling Morrison
- Jon Gibson

## Diszkográfia
- Dream House 18"17" (1974)
- Inside the Dream Syndicate, Volume I: The Day of Niagara (1965-ben rögzítették, 2000-ben adták ki)
- Inside the Dream Syndicate, Volume II: Dream Interpretation (2002)
- Inside the Dream Syndicate, Volume III: Stainless Gamelam (2002)